# Marco Berlinghieri

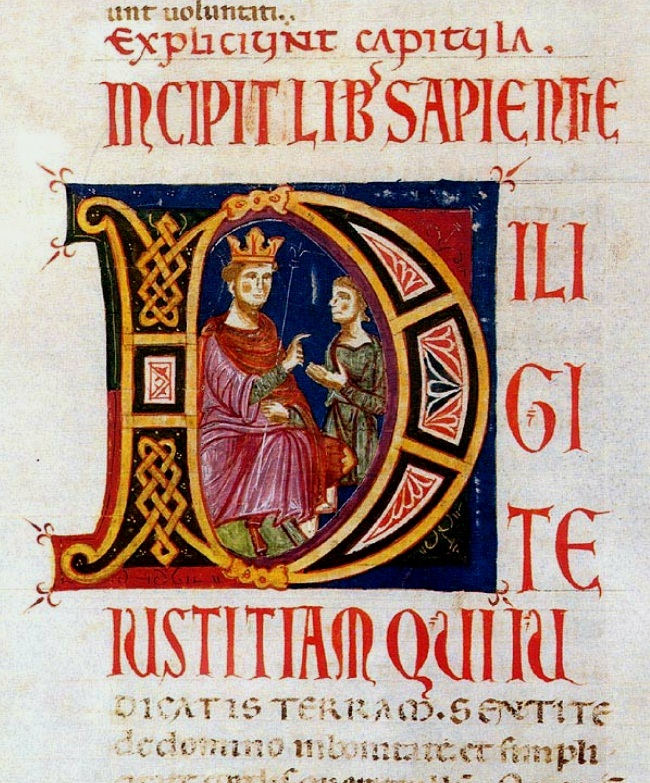
Versierde initiaal uit de Bijbel van de kathedraal van San Martino in Lucca, Biblioteca Capitolare, Codex N°1.

Marco Berlinghieri is een Italiaans kunstschilder en miniaturist die actief was in Lucca van 1232 tot 1245 en daarna tot ca. 1260 in Bologna.

## Biografie
Berlinghieri was waarschijnlijk de jongste zoon van Berlinghiero Berlinghieri, die in Lucca verbleef. Men vermoedt dat hij de jongste zoon was omdat in een document van 1228, waarin de vrede met Pisa bekrachtigd werd door de burgers van Lucca, zijn vader en broers Bonaventura en Barone wel voorkomen en hij niet. Dit laat vermoeden dat hij toen nog te jong was om burgerrechten te hebben. Zijn opleiding kreeg hij naar alle waarschijnlijkheid in het atelier van zijn vader.
Berlinghieri komt voor in gerechtelijke stukken van Lucca uit 1232, 1236 en 1239. In een akte van 1248 wordt hij expliciet 'depittore' genoemd. Uit dit document zou men kunnen afleiden dat hij woonde en werkte in de wijk rondom de kathedraal San Martino.
Uit 1250 dateren twee documenten (18 en 19 maart) waaruit blijkt dat zijn broer Bonaventura hem vertegenwoordigde in een overeenkomst met Alamanno, rector van het hospitaal van San Martino, voor het ontvangen van een voorschot van acht pond voor de verluchting van een bibliam ecclesiasticam, waarvan men veronderstelt dat een bijbel voor de kathedraal van San Martino bedoeld wordt die tegenwoordig nog in Lucca wordt bewaard als Codex N° 1 in de Biblioteca Capitolare van Lucca. De opdracht voor het schrijven van die bijbel werd in 1246 door diezelfde Alamanno gegeven aan Jacopo di Pietro da Bologna, die de tekst verzorgde met uitzondering van de sierinitialen en de verluchting. In het document van 19 maart leende Bonaventura hetzelfde bedrag aan zijn broer met als opschortende voorwaarde voor de terugbetaling, dat de verluchting van de Bijbel binnen twee en halve maand moest zijn voltooid.
In de archieven van Bologna zijn documenten gevonden die dateren uit 1248-1259 en die in een lijst van de Società dei Toschi (een corporatie binnen Bologna) een Marchus pictor vermelden. Verder is eveneens in de archieven van Bologna een betaling gevonden uit 1255 aan een Marco pittore di Lucca voor een fresco in de kapel van het Palazzo del Podestà. Deze documenten verwijzen mogelijk naar Berlinghieri wat dan zou betekenen dat de schilder zijn activiteit had verlegd van Lucca naar Bologna, of belangrijke opdrachten in Bologna had gekregen.
Na deze data zijn er geen documenten meer die naar Berlinghieri verwijzen, wat doet vermoeden dat hij ergens na 1255 of na 1260 is overleden.
Van de kunstenaars die actief waren in het atelier van de Berlinghieri in Lucca tijdens de eerste helft van de 13e eeuw, profileert Marco zich als een volledig kunstenaar door zijn werk zowel op perkament als in de paneelschilderkunst en misschien ook nog in de frescotechniek.

## Toegeschreven werken
Naast de bovengenoemde bijbel is er het sacramentarium, oorspronkelijk bestemd voor de abdij van Camaldoli, vandaag in de British Library in Londen (Ms. Egerton 3036) gedateerd op 1240.
Ook een geschilderde crucifix, een Christus triumphans, in de kerk van  Santa Maria Assunta in Villa Basilica zou van zijn hand zijn.
Het fresco met de Moord op de Onnozele Kinderen, dat geschilderd werd voor de kerk van Santo Sepolcro in Bologna, en waarvan nu een fragment wordt bewaard in het Museo di San Stefano, werd vroeger ook toegeschreven aan Marco maar recentelijk wordt deze toewijzing betwijfeld.
- Gemeinsame Normdatei: 14154743X
- International Standard Name Identifier: 0000 0000 7054 7838
- RKD-Nederlands Instituut voor Kunstgeschiedenis: 7399
- Union List of Artist Names: 500009518
- Virtual International Authority File: 95739127